# ازدواج همجنس در شیلی

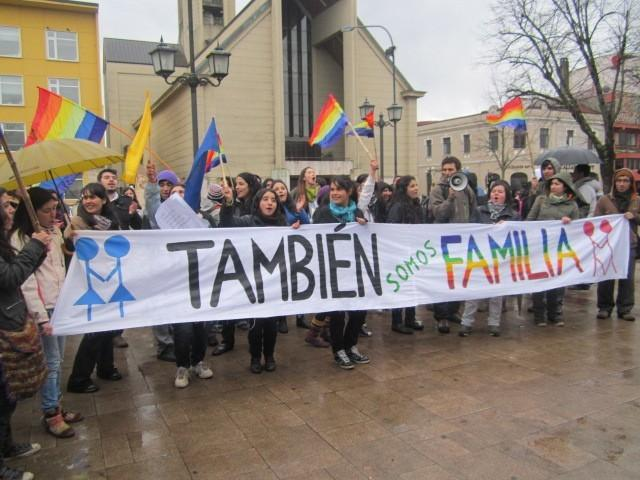
تجمع دگرباشان جنسی در والدیویا، با بنری که روی آن نوشته شده «ما هم خانواده هستیم»، سال ۲۰۱۱

ازدواج همجنس در شیلی از ۱۰ مارس ۲۰۲۲ قانونی شده‌است. در ژوئن ۲۰۲۱، رئیس‌جمهور شیلی، سباستین پینیه‌را، اعلام کرد که دولتش از لایحه قانونی برای قانونی کردن ازدواج همجنس حمایت خواهد کرد. سنای شیلی این قانون را در ۲۱ ژوئیه ۲۰۲۱ تصویب کرد و مجلس نمایندگان در ۲۳ نوامبر ۲۰۲۱ آن را تصویب کرد.
اختلاف نظر در برخی از ابعاد این لایحه باعث شد تا کمیسیون مختلط به بررسی این لایحه بپردازد. هر دو مجلس کنگره ملی نسخه یکسانی از این لایحه را در ۷ دسامبر ۲۰۲۱ تصویب کردند. رئیس‌جمهور سباستین پینیه‌را این قانون را در ۹ دسامبر امضا کرد، و در ۱۰ دسامبر در روزنامه رسمی جمهوری شیلی منتشر شد. این قانون ۹۰ روز بعد اجرا شد و اولین زوج‌ها در ۱۰ مارس ۲۰۲۲ ازدواج کردند.
شیلی قبلاً زوج‌های همجنس را فقط در قالب اتحادهای مدنی به رسمیت می‌شناخت. اتحادهای مدنی، که در اسپانیایی به عنوان acuerdo de unión civil (AUC) شناخته می‌شود، به همه زوج‌ها بدون توجه به گرایش جنسی ارائه می‌شود و برخی از حقوق ازدواج را فراهم می‌کند اما نه همه حقوقی که با ازدواج به زوج‌ها داده می‌شود. اولین اتحادهای مدنی در ۲۲ اکتبر ۲۰۱۵ ثبت شدند.

## اتحادیه‌های مدنی

### اولین دوره ریاست جمهوری باشله
در مبارزات انتخاباتی ریاست جمهوری ژانویه ۲۰۰۶، هر دو نامزد اصلی، میچل باچله، چپ میانه و سباستین پینیه‌را، راست میانه، حمایت خود را از اتحادهای مدنی اعلام کردند، اما کلیسای کاتولیک و بسیاری از اعضای کنگره با آن مخالفت کردند.
در اکتبر ۲۰۰۹، لایحه اتحاد مدنی در کنگره ملی ارائه شد اما به تصویب نرسید.

### اولین دوره ریاست جمهوری پینیه‌را

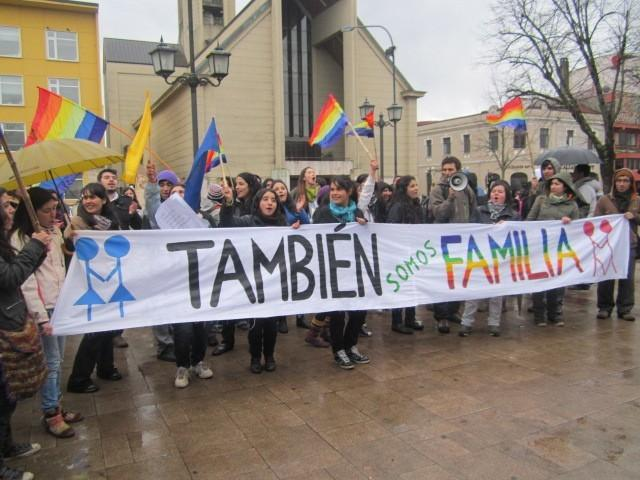
فعالان ال‌جی‌بی‌تی در بالدیبیا، با بنری که روی آن نوشته شده بود «ما هم خانواده هستیم»، در سال ۲۰۱۱.

پینیه‌را در دوران ریاست جمهوری خود در سال ۲۰۰۹ قول داد به تبعیض بر اساس گرایش جنسی پایان دهد و یک زوج همجنس را در یکی از تبلیغات کمپین تلویزیونی خود قرار داد.
در ژوئن ۲۰۱۰، سناتور آندرس آلاماند از حزب تجدید ملی لایحه‌ای را برای اجازه دادن به «توافق زندگی مشترک» (اسپانیایی: Acuerdo de Vida en Común‎) به کنگره ارائه کرد که برای زوج‌های همجنس و غیرهمجنس بود. در ۳ اوت ۲۰۱۰، سناتور فولویو روسی از حزب سوسیالیست لایحه ای را برای قانونی کردن ازدواج همجنس در کشور ارائه کرد. در هفته اول سپتامبر ۲۰۱۰، چندین سناتور حامی این لایحه بیان کردند که پس از گفتگو با اعضای کلیسای انجیلی، حمایت خود را پس خواهند گرفت و در عوض از لایحه اتحاد مدنی ارائه شده توسط سناتور آلاماند حمایت خواهند کردند.
در می ۲۰۱۱، رئیس‌جمهور پینیه‌را اظهار داشت که طرفدار لایحه آتی برای قانونی کردن شکلی از اتحاد مدنی است. هدف اعلام شده او «حفاظت و حراست از حیثیت و منزلت آن زوج‌ها، چه از جنس مخالف یا حتی همجنس» بود. پینیه‌را لایحه‌ای را به نام Acuerdo de Vida en Pareja («موافقتنامه مشارکت زندگی») در اوت ۲۰۱۱ به کنگره ارائه کرد که اجازه زندگی مشترک ثبت‌شده را می‌داد. این به شرکای مجرد بسیاری از حقوقی را که فقط به زوج‌های متأهل اعطا می‌شود، مانند ارث و برخی از مزایای رفاه اجتماعی و مراقبت‌های بهداشتی را می‌دهد. طبق قانون پینیه‌را، زوج‌های همجنس می‌توانستند مشارکت مدنی خود را در دفتر اسناد رسمی ثبت کنند.
در ۱۰ آوریل ۲۰۱۳، قانون Acuerdo de Vida en Pareja برای ایجاد اتحادهای مدنی در شیلی توسط کمیته‌های قانون اساسی، قانون و عدالت سنا با رای ۴ در مقابل ۱ تصویب شد. در ۷ ژانویه ۲۰۱۴، مجلس سنا با ۲۸ رای موافق در برابر ۶ رای مخالف به این قانون رای داد، اما این لایحه علیرغم اینکه برای پینیه‌را در اولویت قرار داشت قبل از پایان دوره پارلمان در مارس ۲۰۱۴ توسط مجلس نمایندگان به رای گذاشته نشد.

### دومین دوره ریاست جمهوری باچله
هنگامی که میچل باچله بار دیگر در مارس ۲۰۱۴ به عنوان رئیس‌جمهور به قدرت رسید، تصویب لایحه اتحاد مدنی پینیه‌را را در اولویت قرار داد. در ۵ اوت ۲۰۱۴، یک کمیته سنا لایحه اتحاد مدنی را تصویب کرد. در ۷ اکتبر ۲۰۱۴، این لایحه توسط سنا تصویب شد و به مجلس نمایندگان فرستاده شد.

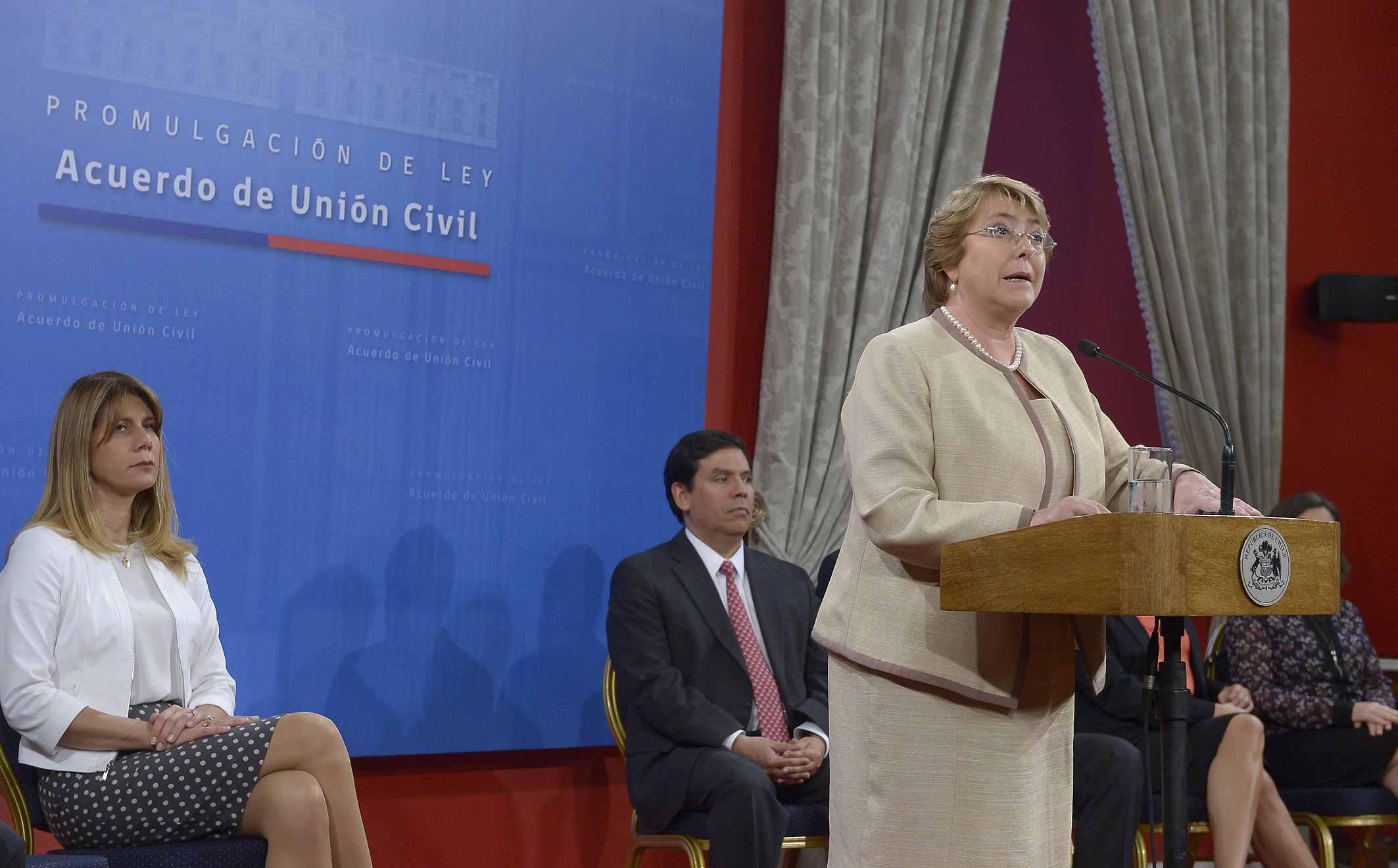
رئیس‌جمهور میچل باچله قانون اتحاد مدنی را در ۱۳ آوریل ۲۰۱۵ اعلام می‌کند.

در ۱۷ دسامبر نام این لایحه به پیمان اتحاد مدنی (به اسپانیایی: Pacto de Unión Civil‎) تغییر کرد، و کنگره قصد خود را برای برگزاری جلسه رای نهایی تا ژانویه ۲۰۱۵ تکرار کرد. در ۶ ژانویه ۲۰۱۵، ماده ای که ازدواج‌های خارجی (ثبت شده در خارج از شیلی) را به عنوان اتحاد مدنی به رسمیت می‌شناخت در کمیته قانون اساسی تصویب شد در حالی که بند مربوط به حقوق فرزندخواندگی رد شد. این لایحه با اصلاحات برای رای نهایی به هر دو مجلس سنا و مجلس نمایندگان رفت. در ۱۳ ژانویه، مجلس نمایندگان مجدداً مفاد فرزندخواندگی را اضافه کرد. در ۲۰ ژانویه ۲۰۱۵، مجلس با ۸۶ رأی موافق، ۲۳ رأی مخالف و ۲ رأی ممتنع این لایحه را تصویب کرد. در ۲۷ ژانویه، سنا تمام اصلاحات مجلس نمایندگان را رد کرد، بنابراین این لایحه به کمیته مشترک هر دو مجلس فرستاده شد. کمیته در مورد متن لایحه به توافق رسید و نام آن را به توافقنامه اتحاد مدنی تغییر داد. در همان روز این لایحه در ۲۸ ژانویه ۲۰۱۵ در هر دو مجلس تصویب شد. چندین قانونگذار از دادگاه قانون اساسی شیلی خواستند تا قانون اساسی این لایحه را تأیید کند، که توسط دادگاه در حکمی که در ۶ آوریل ۲۰۱۵ منتشر شد، تأیید شد. این لایحه توسط رئیس‌جمهور باچله در ۱۳ آوریل ۲۰۱۵ امضا شد. و در ۲۱ آوریل ۲۰۱۵ در روزنامه رسمی جمهوری شیلی منتشر شد و در ۲۲ اکتبر ۲۰۱۵ اعمال شد.
مقررات اتحاد مدنی شیلی به زوج‌ها این امکان را می‌دهد که در صورت فوت شریک مدنی آنها حقوق بازنشستگی و حق به ارث بردن دارایی‌ها را داشته باشند و همچنین به راحتی حق مالکیت اموال خود را داشته باشند و برای یکدیگر تصمیمات پزشکی بگیرند. تمام اختلافات و درگیری‌های مربوط به شرکای مدنی توسط دادگاه خانواده رسیدگی می‌شود.  در زمان اجرایی شدن این قانون، دولت تخمین زد که حدود دو میلیون زوج شیلیایی که با هم زندگی می‌کنند، می‌توانند اتحادیه‌شان را از نظر قانونی به رسمیت بشناسند. در روز پس از اجرایی شدن این قانون، تقریباً ۱۶۰۰ زوج برای ثبت اتحاد خود ثبت نام کردند.
در ۱ دسامبر ۲۰۱۶، مجلس نمایندگان به اتفاق آرا، با ۶ رای ممتنع، لایحه ای را تصویب کرد که به زوج‌هایی که وارد یک اتحاد مدنی می‌شوند، ۵ روز مرخصی مانند زوج‌های تازه ازدواج کرده داده می‌شود. این لایحه در اکتبر ۲۰۱۷ با ۱۵ رای موافق در مقابل ۰ رای مخالف به تصویب سنا رسید. این قانون در ۸ نوامبر ۲۰۱۷ لازم الاجرا شد

### آمار
۳۱۰۹۸ زوج بین سال‌های ۲۰۱۵ تا ۲۰۱۹ وارد یک اتحاد مدنی شدند. از این تعداد، ۲۱ درصد زوج‌های همجنس (۳۳۱۰ زوج زن و ۳۲۷۱ زوج مرد) بودند. در ماه‌های اول اجرا در سال ۲۰۱۵، ۲۸٫۷ درصد از اتحادهای مدنی ثبت شده مربوط به زوج‌های همجنس بود. اما در ماه‌های بعد این عدد کاهش یافت و به حدود ۲۰ درصد رسید.
اتحادهای مدنی حدود ۱۰ درصد از کل اتحادهای ثبت شده در کشور را تشکیل می‌دهند. بین سال‌های ۲۰۱۶ تا ۲۰۱۹، ۲۴۸۵۶۷ ازدواج و ۲۲۹۵۱ پیوند مدنی انجام شده‌است. در همان دوره، ۵۹۵۰ پیوند مدنی همجنس به ثبت رسید که ۲٫۱۴٪ از کل پیوندهای قانونی ثبت شده (شامل ازدواج و قراردادهای اتحاد مدنی) را تشکیل می‌داد.
اکثر اتحادهای مدنی در منطقه متروپولیتن سانتیاگو (۴۴ درصد) و پس از آن منطقه والپارایزو (۱۴ درصد) ثبت شدند. با در نظر گرفتن جمعیت، منطقه ای که بیشترین تعداد پیوندهای مدنی را دارد، منطقه آنتوفاگاستا (۷٫۶ در هر ۱۰۰۰۰ نفر) است، در حالی که کمترین آن منطقه آرائوکانیا (۲٫۰ در هر ۱۰۰۰۰ نفر) است. منطقه متروپولیتن همچنین بیشترین سهم پیوندهای مدنی همجنس را در مقایسه با پیوندهای جنس مخالف (۲۷٪) دارد و پس از آن منطقه ا هیگینز (۲۲٪) و والپارایسو (۲۰٪) قرار دارند. از سوی دیگر، آیسن کمترین سهم را در پیوندهای همجنس (۸٪) دارد و پس از آن لوس ریوس (۱۱٪)، کوکیمبو (۱۲٪) و ماژلان (۱۲٪) قرار دارند.
| سال  | پیوندهای همجنس | پیوندهای همجنس | پیوندهای همجنس | پیوند های جنس مخالف | جمع پیوندها | درصد پیوند همجنس |
| سال  | زن             | مرد            | جمع            | پیوند های جنس مخالف | جمع پیوندها | درصد پیوند همجنس |
| ---- | -------------- | -------------- | -------------- | ------------------- | ----------- | ---------------- |
| ۲۰۱۵ | ۲۷۴            | ۳۵۷            | ۶۳۱            | ۱٬۵۶۶               | ۲٬۱۹۷       | ۲۸٫۷۲٪           |
| ۲۰۱۶ | ۷۴۴            | ۸۵۴            | ۱۵۹۸           | ۵۶۷۶                | ۷۲۷۴        | ۲۱٫۹۷٪           |
| ۲۰۱۷ | ۶۶۲            | ۶۱۳            | ۱۲۷۵           | ۴٬۹۴۷               | ۶۲۲۲        | ۲۰٫۴۹٪           |
| ۲۰۱۸ | ۷۴۰            | ۷۴۳            | ۱٬۴۸۳          | ۵۷۷۳                | ۷٬۲۵۶       | ۲۰٫۴۴٪           |
| ۲۰۱۹ | ۸۵۱            | ۷۴۳            | ۱۵۹۴           | ۶۵۵۵                | ۸٬۱۴۹       | ۱۹٫۵۶٪           |
| جمع  | ۳۲۷۱           | ۳٬۳۱۰          | ۶۵۸۱           | ۲۴٬۵۱۷              | ۳۱٬۰۹۸      | ۲۱٫۱۶٪           |

## ازدواج همجنس

### چالش‌های حقوقی
اولین تلاش‌ها برای قانونی کردن ازدواج همجنس در شیلی پس از اعتراض قانونی این ممنوعیت در دادگاه‌های مختلف ملی و بین‌المللی انجام شد.
دادگاه قانون اساسی شیلی در ۲۸ ژوئیه ۲۰۱۱ استدلال‌هایی را در رابطه با قانون اساسی ماده ۱۰۲ قانون مدنی، که ازدواج همجنس را ممنوع می‌کرد، مورد بررسی قرار داد، اما در ۳ نوامبر با رای ۹ در مقابل۱ حکم داد که این ممنوعیت خلاف قانون اساسی نیست.
در سال ۲۰۱۲، شکایتی در دادگاه حقوق بشر بین آمریکایی مطرح شد که در آن استدلال می‌کرد که ممنوعیت ازدواج همجنس در شیلی نقض کنوانسیون آمریکایی حقوق بشر و تعهدات بین‌المللی شیلی است. دولت پینیه‌را مخالفت خود را با این شکایت در سال ۲۰۱۳ اعلام کرد.
در ۱۰ ژوئن ۲۰۱۶، شعبه سوم دادگاه تجدیدنظر سانتیاگو شکایت دیگری را که توسط گروه ال‌جی‌بی‌تی MOVILH ارائه شده بود را رد کرد. دادگاه حکم داد که از آنجایی که قانون شیلی ازدواج همجنس را مجاز نمی‌داند، اداره ثبت احوال نمی‌تواند زوج‌های همجنس را به رسمیت بشناسد. همچنین اعلام کرد که گشایش ازدواج برای زوج‌های همجنس باید تصمیم کنگره باشد نه دادگاه.
در دسامبر ۲۰۱۸، دادگاه عالی شیلی ازدواج را به عنوان یک حق اساسی به رسمیت شناخت، که کارشناسان حقوقی بیان کردند که ممکن است راه را برای ازدواج همجنس هموار کند. مدت کوتاهی پس از این حکم، یک زوج همجنس علیه ممنوعیت ازدواج همجنس شکایت کردند و استدلال کردند که این ممنوعیت ازدواج همجنس خلاف قانون اساسی و نقض حقوق بشر است. در ۲۶ آوریل ۲۰۱۹، پس از اینکه دادگاه عالی پرونده را به دلیل نقض احتمالی قانون اساسی به دادگاه تجدیدنظر سانتیاگو ارجاع داد، دادگاه تصمیم گرفت که رد مجوز ازدواج برای این زوج غیرقانونی نیست. شاکیان به این حکم به دیوان عالی کشور اعتراض کردند. اما درخواست تجدیدنظر پذیرفته نشد.

### موافقتنامه با کمیسیون حقوق بشر بین آمریکایی
حتی با وجود اینکه برخی از نامزدهای کوچک ریاست جمهوری حمایت خود را از ازدواج همجنس اعلام کرده بودند، میچل باچله اولین نامزد اصلی بود که حمایت خود را در پیش از انتخابات ریاست جمهوری نوامبر ۲۰۱۳ اعلام کرد. در ۱۱ آوریل ۲۰۱۳، او اعلام کرد که قصد دارد ازدواج همجنس را در صورت انتخاب به عنوان رئیس‌جمهور قانونی کند. باچله که قبلاً بین سال‌های ۲۰۰۶ تا ۲۰۱۰ رئیس‌جمهور شیلی بود، در انتخابات ۱۵ دسامبر ۲۰۱۳ پیروز شد.
پس از تحلیف باچله در مارس ۲۰۱۴، گروه ال‌جی‌بی‌تی MOVILH اعلام کرد که به دنبال راه حلی دوستانه برای شکایت ارائه شده به دادگاه حقوق بشر بین آمریکایی در سال ۲۰۱۲ خواهد بود. در ۱۰ دسامبر ۲۰۱۴، گروهی از سناتورهای احزاب مختلف با حمایت MOVILH، لایحه ای را برای اجازه ازدواج و فرزندخواندگی زوج‌های همجنس به کنگره ملی شیلی ارائه کردند. در ۱۷ فوریه ۲۰۱۵، وکلای نماینده دولت و MOVILH برای بحث در مورد این پرونده ملاقات کردند و دولت اعلام کرد که مخالفت خود را با ازدواج همجنس کنار می‌گذارند. توافقنامه رسمی بین دو طرف و کمیسیون بین‌المللی آمریکایی حقوق بشر سرانجام در آوریل ۲۰۱۵ امضا شد.

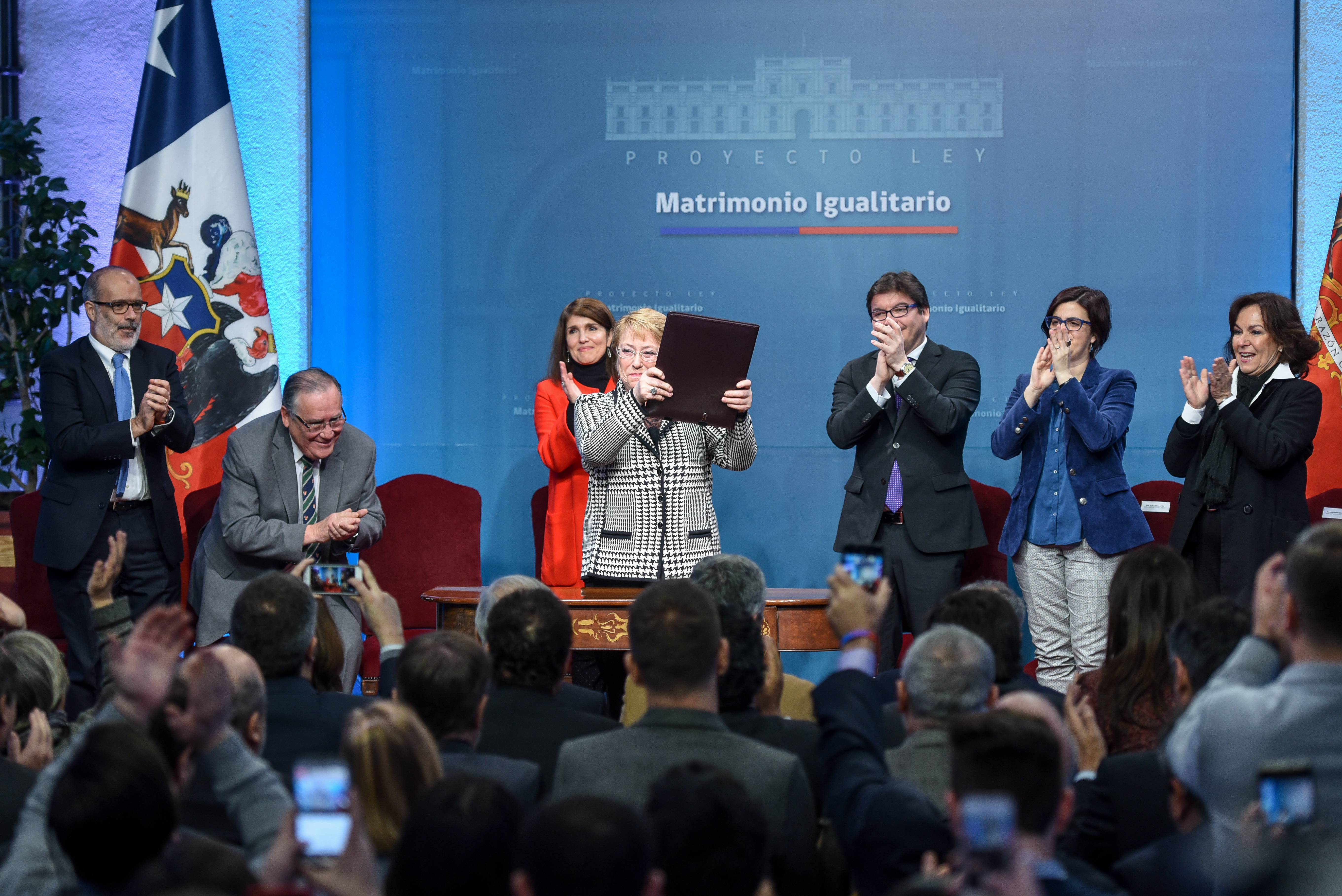
رئیس‌جمهور میچل باچله لایحه ازدواج همجنس را در ۲۸ اوت ۲۰۱۷ به کنگره معرفی می‌کند.

در ۱ ژوئیه ۲۰۱۶، دولت اعلام کرد که در سپتامبر ۲۰۱۶، با هدف نهایی کردن آن تا اواسط سال ۲۰۱۷، رایزنی‌ها را در مورد لایحه ازدواج همجنس آغاز خواهد کرد و گفت که ممنوعیت ازدواج همجنس را نقض حقوق «انسان» می‌داند. پرزیدنت باچله در سپتامبر ۲۰۱۶ در هیئت مجمع عمومی سازمان ملل متحد اظهار داشت که دولت شیلی لایحه ازدواج همجنس را «در نیمه اول سال ۲۰۱۷» به کنگره ارائه خواهد کرد. در ژوئن ۲۰۱۷، او در سخنرانی خود در کنگره اعلام کرد که این لایحه در نیمه دوم سال ۲۰۱۷ ارائه خواهد شد. بعداً تأیید شد که این لایحه به زوج‌های همجنس متأهل حق فرزندخواندگی برابر می‌دهد. این لایحه در ۲۸ اوت ۲۰۱۷ قبل از ارائه به سنا در ۵ سپتامبر و ارجاع به کمیته قانون اساسی، قانون‌گذاری، عدالت و مقررات به کنگره معرفی شد.
در ۱۹ نوامبر ۲۰۱۷، شیلی انتخابات پارلمانی و دور اول انتخابات ریاست جمهوری را برگزار کرد. به گفته روزنامه La Tercera و فعالان محلی ال‌جی‌بی‌تی، اکثریت مجلس نمایندگان و مجلس سنا که به تازگی انتخاب شده بودند موافق ازدواج همجنس بودند. کمیته‌های قانون اساسی، قانونگذاری، عدالت و مقررات سنا بررسی این لایحه را در ۲۷ نوامبر ۲۰۱۷ آغاز کردند. دو روز قبل، حدود ۱۰۰۰۰۰ نفر در سانتیاگو به نفع تصویب این لایحه راهپیمایی کردند. شرکت‌کنندگان شامل بسیاری از قانون‌گذاران و دیپلمات‌ها، از جمله نامزد ریاست‌جمهوری الکساندر گویلیه بودند.
در ۱۷ دسامبر ۲۰۱۷، سباستین پینیه‌را دوباره به عنوان رئیس‌جمهور انتخاب شد. اگرچه پینیه‌را شخصاً با ازدواج همجنس مخالف بود، اما اظهار داشت که به توافق آوریل ۲۰۱۵ با کمیسیون بین‌آمریکایی حقوق بشر احترام می‌گذارد و گفت که «تعهدات بین‌المللی شیلی محقق خواهد شد». در پی حکم دادگاه حقوق بشر بین آمریکایی در ژانویه ۲۰۱۸ که کشورهای امضاکننده کنوانسیون آمریکایی حقوق بشر را ملزم می‌کرد ازدواج همجنس را به رسمیت بشناسند، MOVILH از پینیه‌را خواست تا این تصمیم را اجرا کند و از آن تبعیت کند. در اوایل مارس ۲۰۱۸، سخنگوی پینیه‌را اعلام کرد که تصویب لایحه ازدواج همجنس در اولویت نیست، اما دولت پینیه‌را آن را وتو یا با آن مخالفت نخواهد کرد. در اوایل آوریل ۲۰۱۸، کمیسیون حقوق بشربین‌آمریکایی، دولت شیلی را به جلسه‌ای احضار کرد تا در مورد وضعیت اقدامات مندرج در توافقنامه آوریل ۲۰۱۵ بحث شود. این دیدار در ۳ می ۲۰۱۸ در جمهوری دومینیکن برگزار شد. دولت به کمیسیون اطلاع داد که به توافق آوریل ۲۰۱۵ احترام خواهد گذاشت. در ۱۷ می ۲۰۱۸، روز جهانی مبارزه با همجنس‌گرا هراسی، ترنس‌هراسی و دوجنس‌گراهراسی، پینیه‌را این توافق‌نامه را امضا کرد و متعهد شد که به کار دولت قبلی در قانونی کردن ازدواج همجنس ادامه دهد.

### بحث و تصویب مجلس

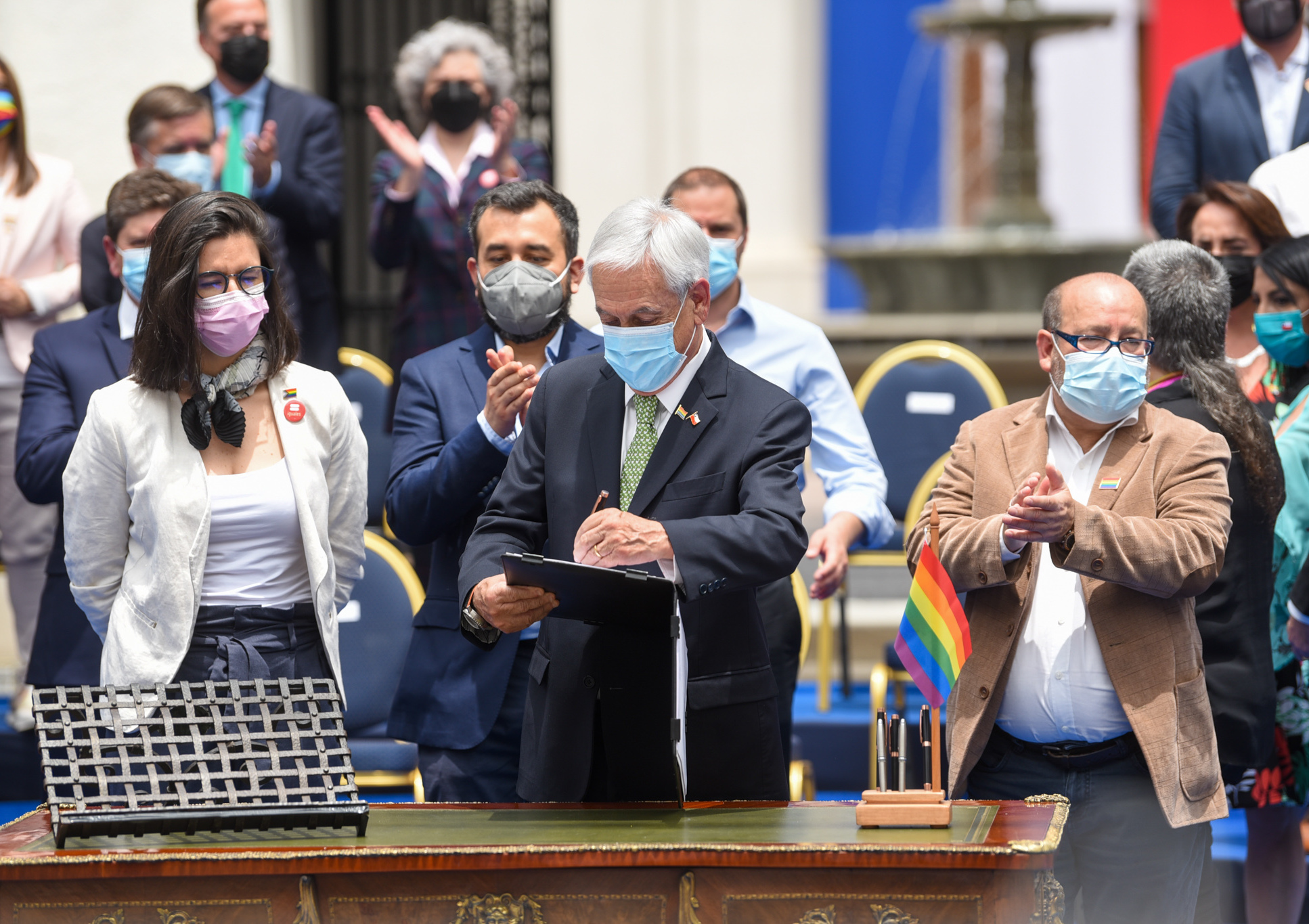
رئیس‌جمهور سباستین پینیه‌را لایحه ازدواج همجنس را در ۹ دسامبر ۲۰۲۱ امضا می‌کند و شیلی را به ششمین کشور آمریکای جنوبی تبدیل می‌کند که ازدواج همجنس را قانونی می‌کند.

بحث کمیته دربارهٔ لایحه ازدواج همجنس در ۹ ژانویه ۲۰۱۹ از سر گرفته شد و در ماه مه ادامه یافت. در ماه مه ۲۰۱۹، جیمی کوینتانا، رئیس سنا، گفت که لایحه ازدواج همجنس، همراه با لایحه‌ای که اجازه می‌دهد زوج‌های همجنس حق فرزندخواندگی داشته باشند، در دستور کار سنا اولویت دارند. در ژوئیه ۲۰۱۹، سناتور فیلیپه هاربو از حزب PPD با به عهده گرفتن نقش خود به عنوان رئیس کمیته قانون اساسی، پیگیری سریع روند لایحه ازدواج همجنس را آغاز کرد، زیرا احزاب مخالف اعلام کردند که قصد دارند قبل از تعطیلات در فوریه ۲۰۲۰ برای بحث در کنگره فشار بیاورند. در ۱۵ ژانویه ۲۰۲۰، این لایحه در اولین قرائت در مجلس سنا با ۲۲ رای موافق و ۱۶ رای مخالف تصویب شد و به کمیسیون قانون اساسی سنا ارسال شد. در اکتبر ۲۰۲۰ گزارش شد که کمیسیون ۲۹ ماده از این لایحه را تصویب کرده و ۲۷ ماده برای تصویب باقی مانده‌است.
در ۱ ژوئن ۲۰۲۱، در آخرین سخنرانی سالانه در کنگره ملی، پینیه‌را اعلام کرد که دولتش از این لایحه حمایت خواهد کرد و فوریت را برای ارائه آن به رای‌گیری اعلام کرد. در ۲۱ ژوئیه ۲۰۲۱، سنا این قانون را با ۲۸ رای موافق و ۱۴ رای مخالف تصویب کرد. این لایحه سپس به مجلس نمایندگان منتقل شد. این لایحه در ۱۳ اکتبر ۲۰۲۱ به تصویب کمیته قانون اساسی مجلس نمایندگان رسید و در ۲ نوامبر ۲۰۲۱ این لایحه به تصویب کمیته مالی مجلس رسید. در ۲۳ نوامبر ۲۰۲۱، مجلس نمایندگان نسخه اصلاح شده این لایحه را با ۱۰۱ رای موافق و ۳۰ رای مخالف تصویب کرد. همان‌طور که توسط اتاق نمایندگان اصلاح شد، کمیته قانون اساسی سنا تصمیم گرفت به دلیل اختلاف نظر، این لایحه را به کمیته مشترک دو مجلس ارسال کند. در ۶ دسامبر، کمیته مشترک با ۷ رای موافق در مقابل ۲ رای به نسخه مجلس نمایندگان این لایحه با اصلاحاتی، از جمله ماده سازش مبنی بر اینکه همسران افراد ترنس که مایل به تغییر نام و جنسیت قانونی خود هستند، ابتدا در مورد اینکه آیا آنها مایل به طلاق هستند یا خیر مشورت شود رای مثبت داد، که توسط MOVILH به عنوان «ترنس هراسی» مورد انتقاد قرار گرفت.
در نهایت، لایحه کمیته مشترک در ۷ دسامبر ۲۰۲۱ توسط هر دو مجلس به تصویب رسید و سنا با ۲۱ رای موافق در برابر ۸ و ۳ غایب و مجلس نمایندگان با ۸۲ رای موافق در مقابل ۲۰ رای با ۲ غایب به تصویب رسید. این لایحه توسط پینیه‌را در ۹ دسامبر امضا شد و گفت: «آزادی واقعی با به رسمیت شناختن یکدیگر در کرامت و حقوق برابر ایجاد می‌شود». این لایحه در ۱۰ دسامبر در روزنامه رسمی جمهوری شیلی منتشر شد و ۹۰ روز بعد (یعنی ۱۰ مارس ۲۰۲۲) اجرایی شد.

### تلاش برای گنجاندن اتحادیه‌های همجنس در قانون اساسی
در اکتبر ۲۰۲۰، شیلی در یک همه‌پرسی ملی به بازنویسی قانون اساسی خود رأی داد. در انتخابات مه ۲۰۲۱، رای‌دهندگان اعضای کنوانسیون قانون اساسی را انتخاب کردند، نهادی که وظیفه نگارش قانون اساسی جدید را بر عهده داشت. گروه‌های ال‌جی‌بی‌تی امیدوارند که ازدواج همجنس و حقوق فرزندخواندگی برای زوج‌های همجنس در قانون اساسی جدید گنجانده شود، به‌ویژه که ائتلاف حکومتی راست‌گرای شیلی واموس نتوانست به سومین عضوی که برای وتو در قانون اساسی نیاز داشتند، دست یابد.

### تلاش برای ممنوعیت اتحادهای همجنس
در پاسخ به قانون پیشنهادی برای به رسمیت شناختن اتحادیه‌های همجنس و درگیری‌های حقوقی احتمالی در دادگاه قانون اساسی کشور، اعضای اتحادیه دموکرات مستقل شیلی (UDI) اصلاحیه‌ای در قانون اساسی در ۱۱ اوت ۲۰۱۱ ارائه کردند که به دنبال تعریف ازدواج به عنوان «اتحاد یک مرد و زن» بود، اما این لایحه هرگز به رأی نرسید.
در ۱۶ ژوئن ۲۰۱۶، دو نماینده UDI لایحه‌ای را برای اصلاح قانون اساسی شیلی برای ممنوعیت ازدواج همجنس و ممنوعیت فرزندخواندگی زوج‌های همجنس ارائه کردند. اما اقدام موفقیت‌آمیز نبود.

## افکار عمومی
یک نظرسنجی در آوریل ۲۰۰۹ به این نتیجه رسید که تنها ۳۳٫۲ درصد از مردم شیلی موافق اجازه ازدواج زوج‌های همجنس بودند و ۶۵٫۲ درصد مخالف بودند. با این حال، حمایت در میان جوانان بسیار بیشتر بود: طبق مطالعه مؤسسه ملی جوانان شیلی، ۵۶ درصد از افراد بین ۱۵ تا ۲۹ سال از ازدواج همجنس حمایت کردند، در حالی که ۵۱٫۳ درصد از فرزندخواندگی توسط زوج‌های همجنس حمایت کردند.
یک نظرسنجی سراسری CEP در ژوئیه 2011 (Centro de Estudios Públicos) نشان داد که ۵۲٪ از مردم شیلی طرفدار اعطای حقوق قانونی به اتحادهای همجنس هستند: ۱۸٪ از اعطای ازدواج مدنی به زوج‌های همجنس حمایت می‌کنند، در حالی که ۳۴٪ ترجیح می‌دهند اتحاد مدنی داشته باشند. هنگامی که این سؤال کمی بازنویسی شد، ۵۷ درصد از مردم شیلی مخالف ازدواج همجنس بودند که در آن «حقوق یکسان با زوج‌های جنس مخالف تضمین می‌شد» و ۲۷ درصد موافق بودند، در حالی که حمایت از «اتحاد قانونی» زوج‌های همجنس بیشتر بود. ۳۵ درصد موافق و ۵۷ درصد مخالف بودند. در همه سؤالات، حمایت از اتحادهای همجنس در میان جوانان و تحصیلکرده ترها بیشتر بود. در مورد فرزندخواندگی یک زوج لزبین، ۲۴ درصد موافق و ۶۱ درصد مخالف بودند. حمایت از زوج‌های مرد کمتر بود: ۲۰ درصد موافق و ۶۴ درصد مخالف بودند.
نظرسنجی اوت ۲۰۱۲ توسط Radio Cooperativa – Imaginaccion نشان داد که ۵۴٫۹ درصد از مردم شیلی از ازدواج همجنس حمایت می‌کنند، در حالی که ۴۰٫۷ درصد مخالف بودند. نظرسنجی مرکز تحقیقات پیو که در سال بعد انجام شد نشان داد که ۴۶ درصد از مردم شیلی از ازدواج همجنس حمایت می‌کنند، در حالی که ۴۲ درصد مخالف بودند.
بر اساس یک نظرسنجی در سال ۲۰۱۴ توسط نظرسنجی شیلیایی ۵۵٪ از مردم شیلی موافق ازدواج همجنس بودند، در حالی که ۳۹٪ مخالف بودند. نظرسنجی انجام شده در سپتامبر ۲۰۱۵ توسط همین نظرسنجی نشان داد که ۶۰ درصد مردم شیلی از ازدواج همجنس حمایت می‌کنند و ۳۶ درصد مخالف بودند. نظرسنجی سال ۲۰۱۶ این نظرسنجی حاکی از حمایت ۶۱ درصدی و مخالفت ۳۶ درصدی بود. نظرسنجی دیگری که در ژوئیه ۲۰۱۷ توسط همین سازمان انجام شد حاکی از آن است که ۶۱ درصد حمایت و ۳۲ درصد مخالفت می‌کنند.
یک نظرسنجی بین‌المللی در سال ۲۰۱۶، که در آوریل ۲۰۱۸ منتشر شد، نشان داد که ۷۹ درصد از دانش‌آموزان کلاس هشتم شیلی (۱۳ تا ۱۴ ساله) از ازدواج همجنس حمایت می‌کنند. این مطالعه همچنین شامل چهار کشور دیگر آمریکای لاتین بود که شیلی بالاترین سطح حمایت را داشت: مکزیک با ۷۸ درصد، کلمبیا با ۶۳ درصد، پرو با ۴۸ درصد و جمهوری دومینیکن با ۳۸ درصد. حمایت شیلی نسبت به سال ۲۰۰۹ ۲۱ درصد افزایش داشته‌است.
بارومتر آمریکا در سال ۲۰۱۷ نشان داد که ۵۹ درصد از مردم شیلی از ازدواج همجنس حمایت می‌کنند.
یک نظرسنجی متعلق به Radio Cooperativa – Imaginaccion بین ۲۴ و ۲۷ اوت ۲۰۱۷ انجام شد، نشان داد که ۶۲٫۲ درصد از مردم شیلی از ازدواج همجنس حمایت می‌کنند، در حالی که ۳۴٫۸ درصد مخالف بودند. در همین نظرسنجی، ۴۷ درصد از فرزندخواندگی توسط زوج‌های همجنس حمایت کردند، در حالی که ۵۱٫۲ درصد مخالف بودند.
یک نظرسنجی که توسط Cadem Plaza Publica در آوریل ۲۰۱۸ انجام شد، حمایت از ازدواج همجنس را ۶۴ درصد و مخالفان را ۳۴ درصد نشان داد. ۲٪ مطمئن نبودند یا از پاسخ دادن خودداری کرده بودند. حمایت و مخالفت با فرزندخواندگی زوج‌های همجنس در هر دو گروه ۴۹ درصد بود. در سال ۲۰۱۹، نظرسنجی نشان داد که حمایت به ۶۶ درصد افزایش یافته‌است و ۵۴ درصد نیز موافق اجازه دادن به زوج‌های همجنس برای فرزندخواندگی هستند. در سال ۲۰۲۰، حمایت از ازدواج همجنس به ۷۴ درصد و برای حقوق فرزندخواندگی به ۶۱ درصد رسید.

## یادداشت
1. ↑  اسپانیایی: tribunales de familia‎;[۳۵] ماپودانگان: norümpeyüm reñma;[۳۶] آیمارا: wilamasinakar arxatir uta;[۳۷] کچوا: yawar masikunamanta apukuna;[۳۸] رپا نویی: hare ture o te hua’ai.[۳۹]